# Paeonocanthus antarcticensis
Paeonocanthus antarcticensis is een eenoogkreeftjessoort uit de familie van de Sphyriidae. De wetenschappelijke naam van de soort is voor het eerst geldig gepubliceerd in 1965 door Hewitt.